# Rhaphuma falx
Rhaphuma falx là một loài bọ cánh cứng trong họ Cerambycidae.